# Solidago perornata
Solidago perornata là một loài thực vật có hoa trong họ Cúc. Loài này được Lunell miêu tả khoa học đầu tiên năm 1911.